# Wes McKinney
Pour les articles homonymes, voir McKinney.
Wes McKinney est un statisticien et développeur Python. Il est connu pour avoir développé la bibliothèque Pandas et est l'auteur de l'ouvrage Python for data analysis. 